# Muhammad Ma Jian
Muhammad ma jian (kinesiska: 马坚; arabiska: محمد ماكين الصيني Muḥammad Mākīn as-Ṣīnī), född 1906, död 16 augusti 1978, var en hui-kinesisk islamisk forskare och översättare. Främst känd för att ha översatt Koranen till kinesiska.

## Uppväxt
Ma föddes 1906 i byn Shadian i Gejiu, Yunnan.  När Ma var sex år gammal skickades han till provinshuvudstaden Kunming, där han skulle få sin grund- och gymnasieutbildning fram till 19 års ålder.. Efter sin examen återvände Ma till sin hemstad Shadian för att undervisa på en kinesisk-arabisk grundskola i två år.  Detta följdes av en studietid under Hu Songshan i Guyuan, en stad i Hui-regionen i Ningxia..